# كريس أونر
كريس أونر (بالإنجليزية: Chris Honor)‏ (5 يونيو 1968 ببرستل في المملكة المتحدة - ) هو لاعب كرة قدم بريطاني في مركز الدفاع. لعب مع سوانزي سيتي وفوريست غرين وكارديف سيتي ونادي بارتيك ثيسل ونادي بريستول سيتي ونادي توركي يونايتد ونادي هيرفورد ونادي أردريونيانز ونادي سلاو تاون ونادي باث سيتي.

## وصلات خارجية
- كريس أونر على موقع قاعدة بيانات كرة القدم.إي يو (الإنجليزية)